# Међуресорна радна група за трговину људима
Међуресорна радна група за трговину људима (енгл. Interdepartmental Working Group on Trafficking in Persons) била је тело одговорно за развој јавне политике у вези са трговином људима у Канади све док организацију није заменила Радна група за трговину људима јуна 2012.

## Историјат
Међуресорна радна група за трговину људима је основана 1999. године и њом су копредседавали Одељење за спољне послове, трговину и развој и Министарство правде. У радној групи је учествовало седамнаест владиних агенција и одељења Владе Канаде. Израдили су памфлет на четрнаест језика са намером да обучавају жене у ризичним групама како да избегну трговину људима. Овај памфлет је дистрибуиран широм света.
Међуресорна радна група за трговину људима је промовисала идеју да жртвама трговине људима првенствено треба да помажу организације у заједници. Године 2004. је добила мандат да изради национални план за борбу против трговине људима, а политичари и невладине организације су је подсећали на овај неиспуњени мандат у наредних осам година. Током свих тих година су обећавали да ће успоставити такав план.
Званична веб страница Међуресорне радне групе за трговину људима је 31. марта 2004. ажурирана са подацима о састанку са академицима и невладиним организацијама о различитим елементима потенцијалне савезне стратегије за борбу против трговине људима, али подаци нису ажурирани наредне четири године.
Званично је престала са радом 6. јуна 2012. када ју је заменила Радна група за трговину људима.